# Crachin
De Crachin (Frans: aanhoudende motregen) is een opvallend weerverschijnsel in de Zuid-Chinese Zee. Het doet zich voornamelijk voor in de Golf van Tonkin en de Straat van Hainan (de zeestraat gelegen tussen de provincie Guangdong en het eiland Hainan). Het verschijnsel gaat gepaard met veel laaghangende stratusbewolking, motregen en mist of nevel, waardoor het zicht erg slecht is. Het verschijnsel doet zich vooral voor in de periode van januari tot april tijdens de noordoostelijke moesson.
Meestal ontstaat de Crachin door advectie van warme, vochtige lucht over een koud zeeoppervlak. Koude lucht van boven het continent wordt ten zuiden van Japan boven de oceaan verwarmd en neemt er veel vocht op. Daarna komt hij met de noordoostelijke moessonstroming boven het veel koudere water onder de Chinese kust. Door afkoeling van onderen en turbulente menging ontstaan dan stratusbewolking en mist.
Soms ontstaat het verschijnsel ook doordat twee vrijwel verzadigde luchtsoorten langs een frontvlak zich met elkaar mengen. 